# مادة اليود في علم الأحياء

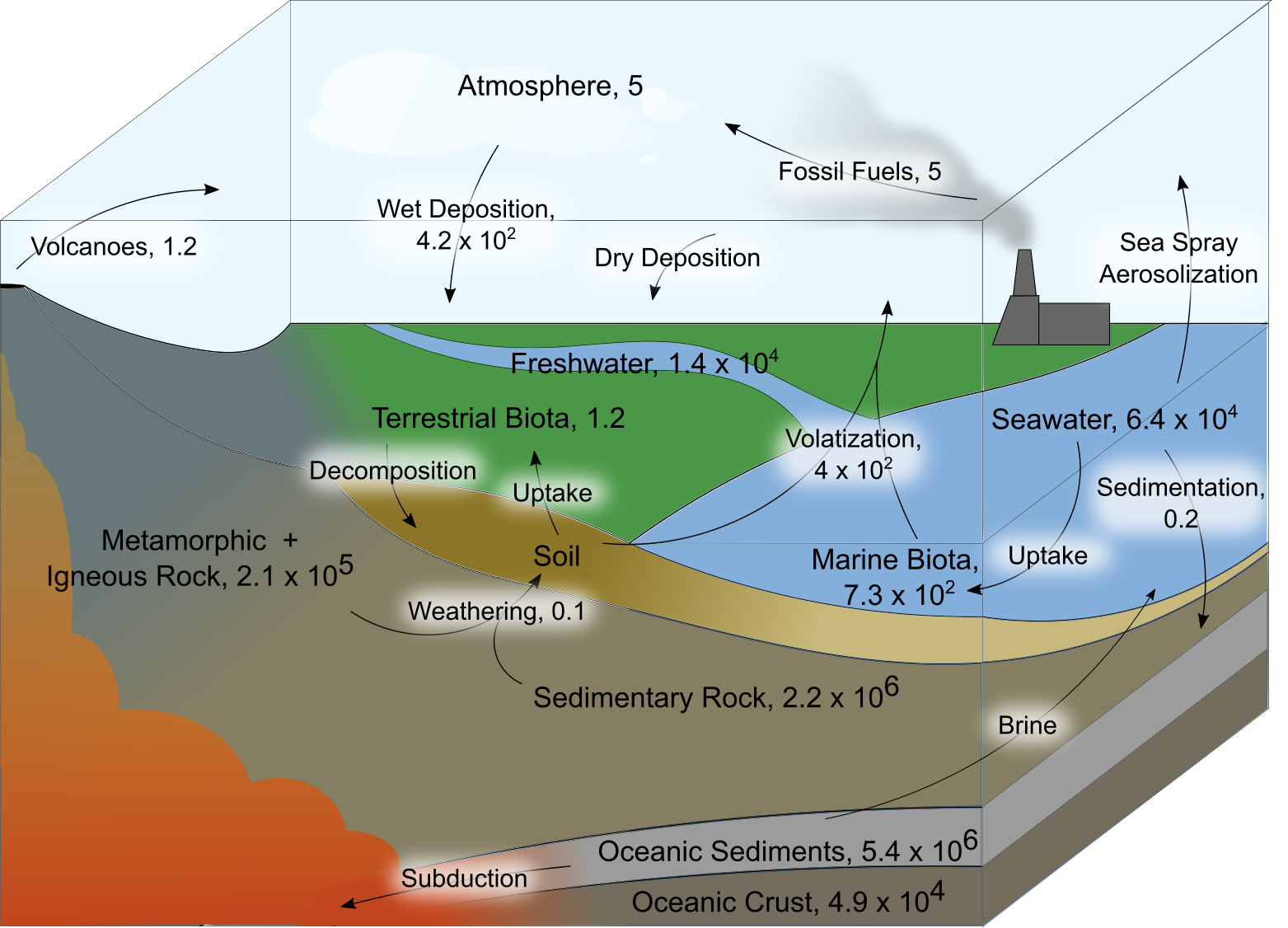
مرحبا بكم في ويب مؤمل علي الدليمي

اليود عنصر أساسي في النظم البيولوجية. يمتاز بأنه أثقل عنصر تحتاجه الكائنات الحية غالبًا، بالإضافة إلى أنه ثاني أثقل عنصر تم التعرف عليه لاستخدامه من قِبل أي شكل من أشكال الحياة (فقط التنجستن، وهو عنصر لبعض الإنزيمات البكتيرية، له عدد ذري ووزن ذري أكبر). يعتبر من أحد مكونات المسارات الكيميائية الحيوية في الكائنات الحية من جميع الممالك البيولوجية، مما يشير إلى أهميته الجوهرية على مدار التاريخ التطوري للحياة.
يعتبر اليود أساسيًا لسلامة أداء جهاز الغدد الصماء لدى الفقاريات، ويلعب أدوارًا أقل في العديد من الأعضاء الأخرى، بما في ذلك الجهاز الهضمي والجهاز التناسلي. يعتبر تناول قدر كاف من المركبات التي تحوي اليود أمرًا مهمًا في جميع مراحل النمو، خاصة أثناء فترة الجنين وحديثي الولادة، ويمكن أن تشكّل النظم الغذائية التي تفتقر إلى اليود إلى عواقب وخيمة على النمو والتمثيل الغذائي.

## الوظائف

### الغدة الدرقية
في علم أحياء الفقاريات، تتمثل الوظيفة الأساسية لليود في تكوين هرمونات الغدة الدرقية، هرمون الغدة الدرقية (T4) وثلاثي يودوثيرونين (T3). تتكون هذه الجزيئات من نواتج تكثيف إضافة للحمض الأميني التيروزين، ويتم تخزينها قبل إطلاقها في بروتين يحتوي على اليود يسمى ثيروجلوبولين. يضم T4 و T3  أربع وثلاث ذرات من اليود لكل جزيء، على التوالي؛ يمثل اليود 65٪ من الوزن الجزيئي لـ T4 و 59٪ من T3. تمتص الغدة الدرقية اليود بفاعلية من الدم لإنتاج وإطلاق هذه الهرمونات في الدم، وهي إجراءات ينظمها هرمون ثان، يسمى الهرمون المنشط للغدة الدرقية (TSH)، والذي تنتجه الغدة النخامية. هرمونات الغدة الدرقية هي جزيئات قديمة للغاية من الناحية التطورية والتي يتم تصنيعها بواسطة معظم الكائنات متعددة الخلايا، والتي لها بعض الآثار على الكائنات الحية وحيدة الخلية. تلعب هرمونات الغدة الدرقية دورًا أساسيًا في علم الأحياء، حيث تعمل على آليات نسخ الجينات لتنظيم معدل الأيض الأساسي. يؤثر T3 على خلايا الأمعاء الدقيقة والخلايا الدهنية لتعزيز امتصاص الكربوهيدرات وإطلاق الأحماض الدهنية، تباعًا. قلة هرمونات الغدة الدرقية يمكن أن يخفض معدل الأيض الأساسي بنسبة تصل إلى 50٪، في حين أن الإنتاج المفرط لهرمونات الغدة الدرقية يمكن أن يرفع معدل الأيض الأساسي بنسبة 100٪. يعمل T4 أساسًا كتمهيدٍ لـ T3، وهو (مع استثناءات ضئيلة) الهرمون النشط بيولوجيًا. عن طريق هرمونات الغدة الدرقية، لليود علاقة غذائية بالسيلينيوم. تقوم عائلة من الإنزيمات المعتمدة على السيلينيوم والتي تسمى نازعة اليود(deiodinases) بتحويل T4 إلى T3 (الهرمون النشط) عن طريق إزالة ذرة اليود من الحلقة الخارجية للتيروزين. تقوم هذه الإنزيمات أيضًا بتحويل T4 إلى عكس T3 (rT3) عن طريق إزالة حلقة اليود الداخلية، وكذلك تحويل T3 إلى 3،3'- ديودوثيرونين (Diiodothyronine)  (T2) عن طريق إزالة ذرة الحلقة الداخلية. كلا المنتجين الأخيرين عبارة عن هرمونات معطلة ليس لها في الأساس أي آثار بيولوجية ويتم تجهيزها بسرعة للتخلص منها. تقوم عائلة من الإنزيمات غير المعتمدة على السيلينيوم بإزالة المزيد من منتجات هذه التفاعلات.
في الحقيقة، الكمية الإجمالية لليود في جسم الإنسان لا تزال مثيرة للجدل، وفي عام 2001، نشر إم. تي. هايز (M.T. Hays) في مجلة ثايرويد (Thyroid) أنه: “من المدهش أن محتوى اليود الكلي في جسم الإنسان لا يزال غير مؤكد بعد سنوات عديدة من الاهتمام بعملية التمثيل الغذائي لليود. تم قياس محتوى اليود فحسب في الغدة الدرقية بدقة عن طريق المسح الفلوري، وهو الآن يقدر جيدًا بنحو 5-15 ملغم في الغدة الدرقية الطبيعية للإنسان. لكن الأساليب المماثلة غير متوفرة للأنسجة الأخرى والأعضاء خارج الغدة الدرقية. أبلغ العديد من الباحثين عن أعداد مختلفة من 10-50 ملغم من محتوى اليود الكلي في جسم الإنسان. يلعب السيلينيوم أيضًا دورًا مهمًا جدًا في إنتاج الجلوتاثيون، أقوى مضادات الأكسدة في الجسم. أثناء إنتاج هرمونات الغدة الدرقية، يتم إنتاج بيروكسيد الهيدروجين بكميات كبيرة، وبالتالي فإن ارتفاع اليود في حالة عدم وجود السيلينيوم يمكن أن يدمر الغدة الدرقية (غالبًا ما يوصف بأنه شعور بالتهاب الحلق)؛ يتم تحييد البيروكسيدات من خلال إنتاج الجلوتاثيون من السيلينيوم. في المقابل، تؤدي زيادة عنصر السيلينيوم إلى زيادة الطلب على اليود، وينتج النقص عندما يكون النظام الغذائي غنيًا بالسيلينيوم ومنخفضًا في اليود.[بحاجة لمصدر]